# 宇宙タクシー
宇宙タクシー（うちゅうたくしー）は、NHK Eテレにて2022年2月19日・23日・3月5日に放送された教養番組。

## 概要
チョコレートプラネットとタクシーに乗り宇宙へ旅立ち、ちょっとした星のちょっとした秘密を解き明かす「スペースコントオペラ」。松尾駿が扮する新人運転手のタクシーに長田庄平が客として乗り込み、実在する星へ出発するという設定で宇宙を舞台にしたコントを繰り広げる。
熱いウンチクとともに楽しく最新知識が学べる番組としており、コント中には長田庄平の「宇宙愛あふれるうんちく」が多数含まれている。また、本番組の画像においては国立天文台のソフトウェア「Mitaka」を活用している。
本番組は開発枠「Eテレ・ジャッジ」で優勝し2015年に放送された『プラネット観光タクシー』を元に制作が行われた。

## 出演者

### レギュラー出演
本番組にはチョコレートプラネットがレギュラー出演をしている。松尾駿は宇宙タクシーのタクシー運転手として、長田庄平は宇宙タクシーに乗車する乗客として登場をする。
- チョコレートプラネット
  - 松尾駿
  - 長田庄平

### 声の出演
- 関山美沙紀 - 宇宙タクシーのナビの声として出演[3]。

### ゲスト出演

#### 第1回
- ヒロシ - エンケラドゥスの知的生命体として登場[1][2]。

#### 第2回
- 壇蜜 - オウムアムアに住む美宇宙女として登場[1][5]。

#### 第3回
- 宇垣美里 - 宇宙オタクの負けず嫌いな同乗者として登場[1][4][6]。

## 放送
NHK Eテレにおいて2月19日より放送されている。

### 各話リスト
| 話数 | タイトル               | 初放送日 (JST) |
| ---- | ---------------------- | -------------- |
| 1    | 衛星エンケラドス       | 2022年02月19日 |
| 2    | 恒星間天体オウムアムア | 2022年02月23日 |
| 3    | 赤色超巨星ベテルギウス | 2022年03月05日 |